# Christian Yelich
Christian Stephen Yelich, född den 5 december 1991 i Thousand Oaks i Kalifornien, är en amerikansk professionell basebollspelare som spelar för Milwaukee Brewers i Major League Baseball (MLB). Tidigare spelade han för Miami Marlins, som draftade honom i första omgången 2010 och med vilken klubb han gjorde sin MLB-debut 2013. Inför säsongen 2018 byttes han bort till Brewers, där han vann utmärkelsen samma år som National Leagues mest värdefulla spelare (MVP).

## Karriär

### Amatör
Yelich representerade Westlake High School i sin födelseort Thousand Oaks och blev 2013 den åttonde spelaren från skolan att spela i MLB. Yelich hade från början accepterat ett stipendium för att studera och spela baseboll för University of Miami men valde istället att skriva på för att bli proffs med Marlins som valde honom i första rundan i MLB-draften 2010, han skrev på för en bonussumma på 1,7 miljoner dollar.

### Proffs

#### Miami Marlins
Under sin tid i Marlins farmsystem rankades han flera gånger högt på olika prospect-listor och 2013 ansågs han vara bland ligans 25 bästa prospects enligt flera organisationer, FanGraphs hade honom högst rankad som #10. 22 juli 2013 meddelade Marlins att de kallat upp två av sin outfield-prospects Christian Yelich och Jake Marisnick. Yelich gjorde sin debut dagen efter på bortaplan mot Colorado Rockies där han startade som Leftfielder och slog som #2 i slagordningen. Redan i sitt första plate apperance fick han till en hit i debuten mot Jhoulys Chacin och hade totalt 2 hits i matchen.
2014 vann han en Gold Glove Award för sitt försvarsspel i left field, han blev den yngsta spelaren att vinna den utmärkelsen i Marlins historia. Efter ett par bra säsonger skrev Marlins och Yelich ett kontrakt inför säsongen 2015 värt 49,57 miljoner dollar över 7 år trots att han var 5 år från att bli free agent. 2016 började Yelich slå för mer styrka och slog iväg 21 homerun vilket var en mer än vad han hade sammanlagt under åren 2013-2015. Hans sluggingprocent ökade också från .416 säsongen 2015 till .483 2016. Den offensiva förbättringen ledde också till att Yelich vann sin första Silver Slugger Award 2016.

#### Milwaukee Brewers
Inför säsongen 2018 fick Marlins nya ägare som genast inledde en omorganisation för att bygga om laget från grunden. Detta innebar att flera etablerade veteraner som Giancarlo Stanton, Dee Gordon och Marcell Ozuna byttes bort till andra klubbar och den 25 januari byttes även Yelich bort till Milwaukee Brewers i utbyte mot fyra unga talanger – Lewis Brinson, Monte Harrison, Isan Diaz och Jordan Yamamoto. Yelichs första säsong för Brewers blev en stor succé där han återigen började slå mer långa slag, vilket resulterade i 36 homeruns och hans slaggenomsnitt på 0,326 var bäst i National League. Hans slash line för 2018 stannade på 0,326/0,402/0,598 med en wRC+ på 166, vilket gjorde att han togs ut till MLB:s all star-match för första gången och vann sin andra Silver Slugger Award. Han vann dessutom National Leagues MVP Award. Med hjälp av hans starka prestation vann Brewers National League Central Division och Yelich fick för första gången spela i ett slutspel, där Brewers åkte ut i National League Championship Series (NLCS) mot Los Angeles Dodgers med 3–4 i matcher.
2019 var statistiskt sett ett ännu bättre år för Yelich, som hade en slash line på 0,329/0,429/0,671 med 44 homeruns och 174 i wRC+. Det var dock Dodgers Cody Bellinger som ansågs vara National Leagues mest värdefulla spelare och Yelich slutade tvåa i omröstningen. Yelich missade de sista tre veckorna av säsongen efter att ha slagit en boll på sitt eget knä, vilket resulterade i en fraktur i knäskålen. Skadan gjorde också att han inte kunde delta i slutspelet för Brewers. Inför säsongen 2020 gav Brewers Yelich ett nytt kontrakt trots att hans dåvarande kontrakt sträckte sig över säsongen 2021. Utöver de pengar som fanns kvar på det tidigare kontraktet för 2020 och 2021 gav det nya kontraktet 188,5 miljoner dollar fram till och med säsongen 2028, totalt 215 miljoner dollar, vilket krossade Brewers tidigare största kontrakt på 105 miljoner dollar som tidigare getts till Ryan Braun. Den förkortade säsongen 2020 på 60 matcher blev dock en besvikelse för Yelich, som hade en väldigt trög start och i början hade en period där han endast fick en hit på 27 at bats. Siffrorna blev litet bättre mot slutet av säsongen, men en slash line på 0,205/0,356/0,430 med en wRC+ på 112 var långt under förväntan. Framför allt hade Yelich problem med strikeouts, då 30 % av hans plate appearances slutade med en strikeout jämfört med omkring 20 % under större delen av hans karriär.
Under 2021 spelade Yelich något bättre, men slaggenomsnittet var ändå bara 0,248 och han hade bara nio homeruns och 51 RBI:s. Den 11 maj 2022 slog han sin tredje cycle (en single, en double, en triple och en homerun i samma match) i MLB, något bara fyra spelare lyckats med tidigare sedan 1900.